# Louis Ameka
Louis Ameka Autchanga (Libreville, 3 ottobre 1996) è un calciatore gabonese, centrocampista del TP Mazembe e della nazionale gabonese.

## Caratteristiche tecniche
È un giocatore molto duttile: nasce da trequartista ma ricopre molto bene anche altri ruoli come l'ala destra o l'esterno destro di centrocampo.

## Carriera

### Club
Ha giocato nella prima divisione gabonese con il Mounana, nella seconda divisione francese con il Niort, nella prima divisione marocchina con il Maghreb Fès e nella prima divisione congolese con il TP Mazembe.

### Nazionale
Ha esordito con la nazionale gabonese il 10 giugno 2017 in occasione del match di qualificazione per la Coppa d'Africa 2019 perso 2-1 contro il Mali; in seguito, è stato convocato per la Coppa delle nazioni africane 2021.

## Statistiche

### Cronologia presenze e reti in nazionale
| Cronologia completa delle presenze e delle reti in nazionale ― Gabon | Cronologia completa delle presenze e delle reti in nazionale ― Gabon | Cronologia completa delle presenze e delle reti in nazionale ― Gabon | Cronologia completa delle presenze e delle reti in nazionale ― Gabon | Cronologia completa delle presenze e delle reti in nazionale ― Gabon | Cronologia completa delle presenze e delle reti in nazionale ― Gabon | Cronologia completa delle presenze e delle reti in nazionale ― Gabon | Cronologia completa delle presenze e delle reti in nazionale ― Gabon |
| Data                                                                 | Città                                                                | In casa                                                              | Risultato                                                            | Ospiti                                                               | Competizione                                                         | Reti                                                                 | Note                                                                 |
| -------------------------------------------------------------------- | -------------------------------------------------------------------- | -------------------------------------------------------------------- | -------------------------------------------------------------------- | -------------------------------------------------------------------- | -------------------------------------------------------------------- | -------------------------------------------------------------------- | -------------------------------------------------------------------- |
| 10-6-2017                                                            | Bamako                                                               | Mali                                                                 | 2 – 1                                                                | Gabon                                                                | Qual. Coppa d'Africa 2019                                            | -                                                                    | 68’                                                                  |
| 2-9-2017                                                             | Libreville                                                           | Gabon                                                                | 0 – 3                                                                | Costa d'Avorio                                                       | Qual. Mondiali 2018                                                  | -                                                                    | 59’                                                                  |
| 5-9-2017                                                             | Bouaké                                                               | Costa d'Avorio                                                       | 1 – 2                                                                | Gabon                                                                | Qual. Mondiali 2018                                                  | -                                                                    |                                                                      |
| 7-10-2017                                                            | Casablanca                                                           | Marocco                                                              | 3 – 0                                                                | Gabon                                                                | Qual. Mondiali 2018                                                  | -                                                                    | 59’                                                                  |
| 10-10-2017                                                           | Salon-de-Provence                                                    | Gabon                                                                | 0 – 1                                                                | Benin                                                                | Amichevole                                                           | -                                                                    |                                                                      |
| 11-11-2017                                                           | Franceville                                                          | Gabon                                                                | 0 – 0                                                                | Mali                                                                 | Qual. Mondiali 2018                                                  | -                                                                    | 54’                                                                  |
| 14-11-2017                                                           | Franceville                                                          | Gabon                                                                | 0 – 0                                                                | Botswana                                                             | Amichevole                                                           | -                                                                    | 46’                                                                  |
| 22-3-2018                                                            | Bangkok                                                              | Thailandia                                                           | 0 – 0 dts (4 – 2 dtr)                                                | Gabon                                                                | Amichevole                                                           | -                                                                    |                                                                      |
| 8-9-2018                                                             | Libreville                                                           | Gabon                                                                | 1 – 1                                                                | Burundi                                                              | Qual. Coppa d'Africa 2019                                            | -                                                                    | 90’                                                                  |
| 11-9-2018                                                            | Libreville                                                           | Gabon                                                                | 0 – 1                                                                | Zambia                                                               | Amichevole                                                           | -                                                                    |                                                                      |
| 16-10-2018                                                           | Libreville                                                           | Sudan del Sud                                                        | 0 – 1                                                                | Gabon                                                                | Qual. Coppa d'Africa 2019                                            | -                                                                    | 79’                                                                  |
| 10-10-2019                                                           | Saint-Leu-la-Forêt                                                   | Burkina Faso                                                         | 0 – 1                                                                | Gabon                                                                | Amichevole                                                           | -                                                                    | 85’                                                                  |
| 15-10-2019                                                           | Tangeri                                                              | Marocco                                                              | 2 – 3                                                                | Gabon                                                                | Amichevole                                                           | -                                                                    | 51’                                                                  |
| 11-10-2020                                                           | Lisbona                                                              | Gabon                                                                | 0 – 2                                                                | Benin                                                                | Amichevole                                                           | -                                                                    | 55’                                                                  |
| 12-11-2020                                                           | Libreville                                                           | Gabon                                                                | 2 – 1                                                                | Gambia                                                               | Qual. Coppa d'Africa 2021                                            | -                                                                    | 73’                                                                  |
| 8-10-2021                                                            | Luanda                                                               | Angola                                                               | 3 – 1                                                                | Gabon                                                                | Qual. Mondiali 2022                                                  | -                                                                    | 77’                                                                  |
| 11-10-2021                                                           | Franceville                                                          | Gabon                                                                | 2 – 0                                                                | Angola                                                               | Qual. Mondiali 2022                                                  | -                                                                    | 46’                                                                  |
| 12-11-2021                                                           | Franceville                                                          | Gabon                                                                | 1 – 0                                                                | Libia                                                                | Qual. Mondiali 2022                                                  | -                                                                    | 68’                                                                  |
| 16-11-2021                                                           | Alessandria d'Egitto                                                 | Egitto                                                               | 2 – 1                                                                | Gabon                                                                | Qual. Mondiali 2022                                                  | -                                                                    | 25’                                                                  |
| 2-1-2022                                                             | Dubai                                                                | Burkina Faso                                                         | 3 – 0                                                                | Gabon                                                                | Amichevole                                                           | -                                                                    | 46’                                                                  |
| 10-1-2022                                                            | Yaoundé                                                              | Gabon                                                                | 1 – 0                                                                | Comore                                                               | Coppa d'Africa 2021 - 1º turno                                       | -                                                                    | 58’                                                                  |
| 14-1-2022                                                            | Yaoundé                                                              | Gabon                                                                | 1 – 1                                                                | Ghana                                                                | Coppa d'Africa 2021 - 1º turno                                       | -                                                                    | 76’                                                                  |
| 18-1-2022                                                            | Yaoundé                                                              | Gabon                                                                | 2 – 2                                                                | Marocco                                                              | Coppa d'Africa 2021 - 1º turno                                       | -                                                                    | 64’                                                                  |
| 23-1-2022                                                            | Limbe                                                                | Burkina Faso                                                         | 1 – 1 dts (7 - 6 dtr)                                                | Gabon                                                                | Coppa d'Africa 2021 - Ottavi di finale                               | -                                                                    |                                                                      |
| 4-6-2022                                                             | Kinshasa                                                             | RD del Congo                                                         | 0 – 1                                                                | Gabon                                                                | Qual. Coppa d'Africa 2023                                            | -                                                                    | 32’ 90+5’                                                            |
| 8-6-2022                                                             | Franceville                                                          | Gabon                                                                | 0 – 0                                                                | Mauritania                                                           | Qual. Coppa d'Africa 2023                                            | -                                                                    | 61’                                                                  |
| 27-3-2023                                                            | Omdurman                                                             | Sudan                                                                | 1 – 0                                                                | Gabon                                                                | Qual. Coppa d'Africa 2023                                            | -                                                                    | 59’                                                                  |
| Totale                                                               |                                                                      | Presenze                                                             | 27                                                                   |                                                                      | Reti                                                                 | 0                                                                    |                                                                      |